# Teruhito Nakagawa
Teruhito Nakagawa (jap. 仲川 輝人 Nakagawa Teruhito; ur. 27 lipca 1992 w Kawasaki) – japoński piłkarz występujący na pozycji prawego skrzydłowego w japońskim klubie Yokohama F. Marinos oraz reprezentacji Japonii.

## Sukcesy

### Klubowe
Yokohama F. Marinos
- Mistrzostwo Japonii: 2019

### Indywidualne
- Japoński piłkarz roku: 2019
- Jedenastka sezonu J1 League: 2019[3]
- Najbardziej wartościowy gracz J1 League: 2019[3]
- Król strzelców J1 League: 2019 (15 goli)[3]